# Soren Thompson
Soren Hunter Miles Sussman Thompson (San Diego, 5 de maio de 1981) é um esgrimista norte-americano especializado na modalidade de espada. Destacou-se como campeão mundial por equipe e competidor olímpico em duas ocasiões. Sua participação nas Olimpíadas de 2004, realizadas em Atenas, foi notável, tendo alcançado as quartas de final e conquistado a 7ª colocação. Esse desempenho representou o melhor resultado para os Estados Unidos nesse evento desde 1956 e, à época, foi o segundo melhor desempenho de todos os tempos para o país. Em reconhecimento a suas realizações, foi incorporado ao Hall da Fama de Esgrima dos Estados Unidos em 2018 e ao Hall da Fama de Esportes Judaicos do Sul da Califórnia em 2020.

## Biografia
Nascido em San Diego, Califórnia, Soren Thompson frequentou o colégio Torrey Pines, graduando-se em 1999. Prosseguiu seus estudos na Universidade de Princeton, onde optou pelo curso de Artes e Arquitetura. Durante seu período na universidade, interrompeu seus estudos por um ano para dedicar-se ao treinamento visando os Jogos Olímpicos de Atenas em 2004. Obteve o título de Bacharel em Artes e Arqueologia em 2005, após a conclusão de uma tese sênior de 87 páginas intitulada "A Escola de Arquitetura Orgânica de San Diego".

## Carreira
Thompson começou a praticar esgrima aos sete anos de idade. Com o passar do tempo, ele ascendeu a posição de mais bem classificado júnior nos Estados Unidos. Durante seu tempo em Princeton, sob a orientação de Maître Michel Sebastiani, tornou-se o campeão de espada da Associação Atlética Universitária Nacional (NCAA) em 2001 e alcançou o 2.º lugar em 2002. Três anos depois, em 2005, foi agraciado com o Troféu William Winston Roper, a mais alta honraria concedida pela Universidade de Princeton a um atleta masculino.
Enquanto estava em Princeton, interrompeu os estudos por um ano para se concentrar em seu treinamento visando as Olimpíadas de Atenas, em 2004. Ele se classificou tanto para as competições individuais quanto por equipe na modalidade de espada. Na competição individual, conquistou o 7,º lugar, o que representou o melhor resultado para os Estados Unidos nesse evento desde 1956, sendo o segundo melhor resultado de todos os tempos até aquele momento.
Thompson buscou a classificação para as Olimpíadas de Pequim, em 2008, e estava tendo a melhor temporada de sua carreira. No entanto, sofreu uma grave lesão, uma ruptura completa do tendão do músculo posterior da coxa direita, antes de conseguir se classificar. Consequentemente, aposentou-se temporariamente da esgrima competitiva.
Retomou a carreira em 2010 e treinou antes e depois de seu emprego em tempo integral. Classificou-se para as Olimpíadas de Londres, em 2012. onde foi eliminado nas oitavas de final na competição individual, derrotado pelo alemão Jörg Fiedler, o campeão europeu vigente, terminando na 19.ª posição. Não houve competição por equipes na modalidade de espada masculina, que foi disputada no Campeonato Mundial em Quieve, onde a equipe de Thompson foi campeã. Retirou-se definitivamente do esporte em 2013.
Em reconhecimento a suas realizações, foi incorporado ao Hall da Fama de Esgrima dos Estados Unidos em 2018 e ao Hall da Fama de Esportes Judaicos do Sul da Califórnia em 2020.

## Palmarès
Campeonatos Mundiais
| Ano  | Local  | Evento             | Posição | Ref.   |
| ---- | ------ | ------------------ | ------- | ------ |
| 2012 | Quieve | Espada por equipes | 1.ª     | [ 10 ] |

Jogos Pan-Americanos
| Ano  | Local       | Evento             | Posição | Ref.   |
| ---- | ----------- | ------------------ | ------- | ------ |
| 2011 | Guadalajara | Espada por equipes | 1.ª     | [ 10 ] |

Campeonatos Pan-Americanos
| Ano  | Local     | Evento             | Posição | Ref.   |
| ---- | --------- | ------------------ | ------- | ------ |
| 2011 | Reno      | Espada individual  | 1.ª     | [ 10 ] |
| 2011 | Reno      | Espada por equipes | 1.ª     | [ 10 ] |
| 2012 | Cancún    | Espada individual  | 1.ª     | [ 10 ] |
| 2012 | Cancún    | Espada por equipes | 1.ª     | [ 10 ] |
| 2013 | Cartagena | Espada por equipes | 2.ª     | [ 11 ] |